# کورشوو
کورشوو (به آلمانی: Körchow) یک منطقهٔ مسکونی در آلمان است که در ویتنبورگ واقع شده‌است. کورشوو ۷۷۳ نفر جمعیت دارد.